# Gesetz der Anziehung
Das Gesetz der Anziehung (englisch law of attraction), auch Resonanzgesetz oder Gesetz der Resonanz, ist in der Selbsthilfe- und Lebensberatungsliteratur der Glaube, dass Gleiches Gleiches anziehen würde. Diese Vorstellung bezieht sich speziell auf das Verhältnis zwischen der Gedanken- und Gefühlswelt einer Person und ihren äußeren Lebensbedingungen. Das „Gesetz“ soll nutzbar gemacht werden können, indem durch eine Änderung der persönlichen Einstellung zu gegebenen äußeren Umständen (Positives Denken) eine analoge Änderung dieser Umstände im gewünschten Sinne herbeigeführt wird (Manifestation).
Radikale Vertreter des Gesetzes der Anziehung gehen davon aus, dass sämtliche Wünsche „manifestiert“ werden können. Diese Behauptung basiert auf einem Gerechte-Welt-Glaube und ist wissenschaftlich haltlos.
Größere Bekanntheit erreichte der Begriff 2006 durch den Film The Secret und das gleichnamige Buch der Drehbuchautorin und Produzentin Rhonda Byrne.

## Radikale Variante
Radikale Autoren, die von der Gültigkeit des Gesetzes der Anziehung ausgehen, beurteilen es als universales Prinzip der gesamten Wirklichkeit.

### Esoterische Begründungen
Manche Vertreter behaupten, dass alles Geistige – also Gedanken, Gefühle, Befürchtungen und Wünsche – „Schwingungen“ erzeugt. Diese Schwingungen sollen sich von der Person, die sie erzeugt, auf die Außenwelt übertragen und dort entsprechende Wirkungen hervorrufen, unabhängig davon, ob die Person sich dessen bewusst ist oder nicht. Daraus wird die Aussage abgeleitet, ein Kenner und Anwender des Gesetzes der Anziehung könne seine Wünsche durch gezielte Ausrichtung seiner Aufmerksamkeit wahr werden lassen. Das Gesetz der Anziehung wird somit als Werkzeug aufgefasst, mit dem jeder sein Leben nach seinen Wünschen und Vorstellungen gestalten kann.
Manche Vertreter berufen sich auf die Hermetik und behaupten, das „Gesetz der Anziehung“ beruhe auf den sogenannten sieben hermetischen Gesetzen (Kybalion).

## Verbreitung
Oprah Winfrey trug in den 2000er Jahren stark zur Popularisierung von „Manifestation“ bei. In den letzten Jahren gab es mehrere diesbezügliche Internettrends, bspw. jeweils vor allem ab Ende 2022 auf Tiktok das Lucky Girl Syndrome und das aus der K-Pop-Kultur stammende Delulu.
Vielfach bauen modernes Erfolgscoaching und Lebensberatungen auf diesem Konzept auf mit dem Ziel, durch eine positive Lebenseinstellung zu mehr Erfolg, Reichtum und privatem Glück zu kommen.
Der Begriff wird häufig auch von diversen esoterisch orientierten Personen und Gruppierungen aufgegriffen.

### Esoterische Werke
Seinen Ursprung findet der Begriff „Gesetz der Anziehung“ im Jahr 1877 in einem Buch der Okkultistin Helena Petrovna Blavatsky. Gegen Ende des 19. Jahrhunderts wurde der Begriff von den Autoren Prentice Mulford und Ralph Waldo Trine, den ersten Vertretern der Neugeist-Bewegung, und später auch von anderen neugeistig orientierten Autoren, verwendet.
Als frühester bedeutender Autor des Westens über das Gesetz der Anziehung kann William Walker Atkinson genannt werden. Er hat bereits um 1900 erste Bücher dazu verfasst.
Die zurzeit bekannteste Rezeption ist der Film und das Buch The Secret von Rhonda Byrne. Die Autorin beruft sich auf ein mysteriöses, hundert Jahre altes Buch, welches sie nach eigenen Angaben durch Zufall gefunden habe und in dem das „Geheimnis“ beschrieben werde. Dort seien Platon, Newton, Hugo, Beethoven, Lincoln, Emerson, Edison und Einstein als Kenner und Anwender des Gesetzes der Anziehung aufgeführt. Verfasser und Titel des Buches benennt Byrne nicht eindeutig, sie verweist jedoch auf die Werke der Autoren Robert Collier und Charles F. Haanel. Sie führt verschiedene Referenzen an, die ihrer Theorie einen wissenschaftlichen und lebenspraktischen Hintergrund geben sollen. Dazu gehört beispielsweise der als Autor von Marketing-Büchern bekannte Joe Vitale. Er vergleicht in Byrnes Buch Gedanken mit Magneten, denen eine spezifische Frequenz zugeordnet sei, mit der sie „magnetisch“ alle Gegenstände mit gleicher Wellenlänge anziehen. Einige der Autoren, auf die sich Byrnes beruft, distanzierten sich allerdings nach der Veröffentlichung von den ihnen zugeschriebenen Äußerungen und behaupteten, ihre Stellungnahmen zu den angesprochenen Fragen seien falsch wiedergegeben worden.
Die Esoterik-Autoren Esther und Jerry Hicks vertreten in ihrem Buch The Law of Attraction. Das kosmische Gesetz hinter »The Secret« die Ansicht, dass der Mensch dem Gesetz der Anziehung entsprechend „die schöpferische Kontrolle über seine körperlichen Erfahrungen besitzt“, und sprechen von einer „Wissenschaft des bewussten Erschaffens“ nach dem Grundsatz „Was ich denke, glaube oder erwarte, das ist“. Sie behaupten, ihr Wissen über das Gesetz der Anziehung von einer Gruppe außerkörperlicher Wesen, die unter dem Namen „Abraham“ auftreten, empfangen zu haben. Es sei ihnen über das Medium Esther Hicks vermittelt worden.

#### Filme
- The Secret von Rhonda Byrne und Paul Harrington
- Cosmic Ordering von Bärbel Mohr
- Das Gesetz der Resonanz von Pierre Franckh
- You Can Heal Your Life – Der Film von Louise Hay

## Kritik
Selbsterfüllende Prophezeiungen können tatsächlich funktionieren. Radikale Vertreter des Gesetzes der Anziehung gehen allerdings davon aus, dass sämtliche Wünsche „manifestiert“ werden können. Diese Behauptung basiert auf einem Gerechte-Welt-Glaube und ist wissenschaftlich haltlos.
In der Süddeutschen Zeitung erschien ein Artikel, der sich kritisch mit Byrnes Theorie auseinandersetzt. Dort vertritt die Journalistin Esma Annemon Dil die Ansicht, es handle sich vor allen Dingen um eine Geldmaschinerie, die nicht dem Leser und Anwender, sondern den Verfassern zu Reichtum und Glück verhelfe. Eine besondere Gefahr sieht Dil darin, dass auch gravierende Probleme wie Krebserkrankungen simplifiziert und als mental beeinflussbar dargestellt würden. Dies könne im schlimmsten Falle zu einer pathologischen Verzerrung der Selbst- und Fremdwahrnehmung führen (Entstehung einer Mentalität, die grundsätzlich dem Opfer die Schuld gibt). Ähnliche kritische Debatten existieren rund um das Konzept des positiven Denkens.
In einem ARD-Beitrag zu den Risiken der Manifestation kommen mehrere Experten wie die Psychologie-Professorin Gabriele Oettingen zu Wort, die deswegen vor der Entstehung von Depressionen durch einen strikten Glauben an das Gesetz der Anziehung warnen. Außerdem verweist die Expertin darauf, dass für das Erreichen eigener Ziele nicht nur positive Gedanken, sondern auch wirkliches Handeln zentral sei.
Ein Podcast des Wissenschaftsmagazins Quarks, der sich mit den esoterischen Wirkmechanismen hinter dem Gesetz der Anziehung beschäftigt, kommt zu dem Ergebnis, dass diese wissenschaftlich gesehen nicht haltbar sind. Außerdem stellt der Podcast fest, dass laut Studien ein Zuviel an positiven Zukunftsvorstellungen sogar schädlich für das Erreichen von Zielen sein könne, da man so weniger Energie auf das tatsächliche Handeln verwenden würde.